# Guaiana Neerlandesa
La Guaiana Neerlandesa (en neerlandès: Nederlands-Guiana), de vegades anomenada erròniament Guaiana Holandesa, és el nom col·lectiu que tenien diverses colònies de l'Imperi neerlandès, ubicades a la costa nord d'Amèrica del Sud (la Guaiana), arran de l'activitat de la Companyia Neerlandesa de les Índies Occidentals.

## Membres que la formaven

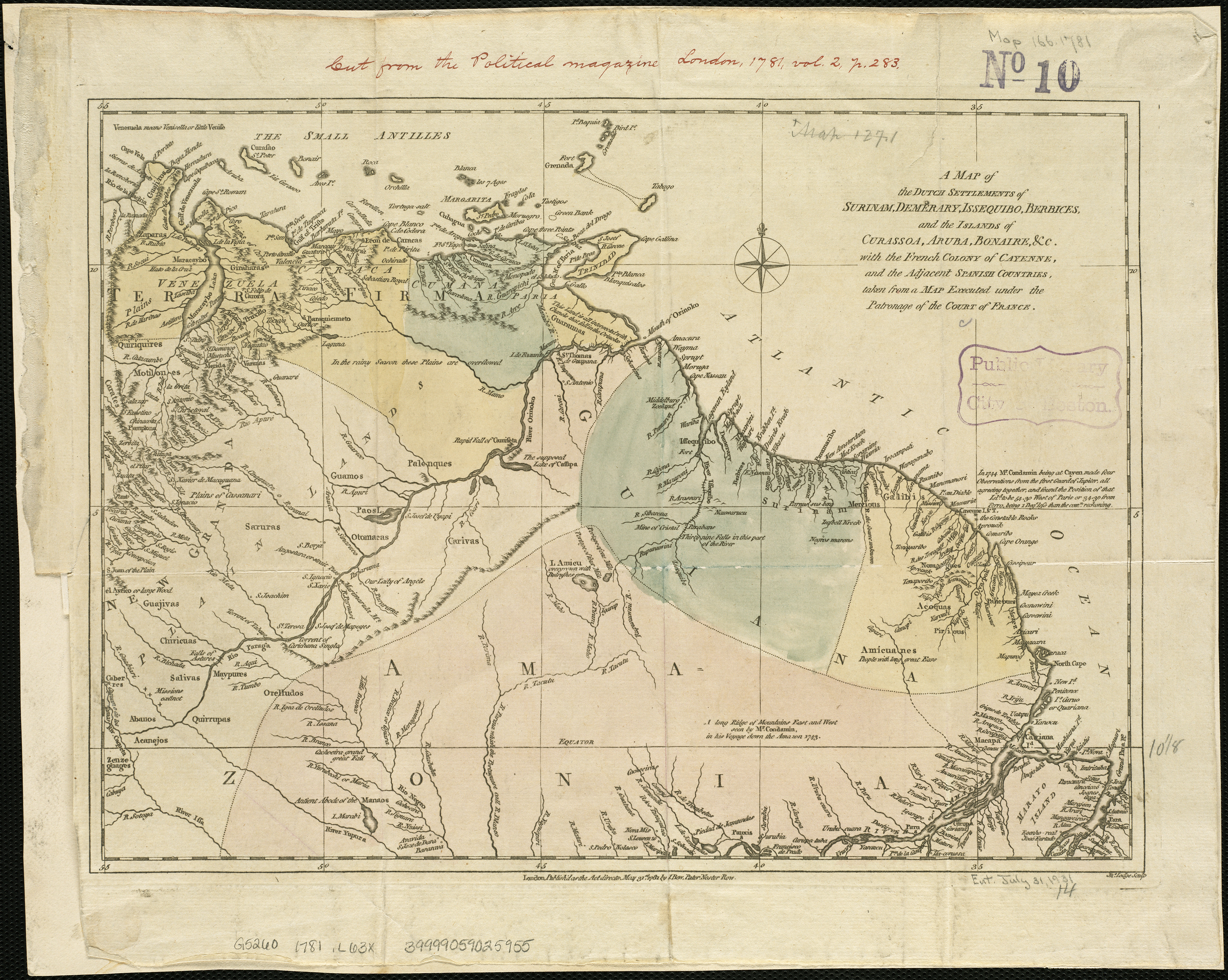
Mapa de 1781 que dibuixa "els assentaments neerlandesos de Surinam, Demerari, Issequibo, Berbices i les illes de Curassoa, Aruba, Bonaire, etc."

Dels diferents territoris coneguts com a Guaiana Neerlandesa, les colònies d'Essequibo, Demerara i Pomeroon eren controlades directament per la Companyia Neerlandesa de les Índies Occidentals, mentre que Berbice i Surinam ho eren per la Societat de Berbice i la Societat de Surinam, respectivament. Caiena (actual capital de la Guaiana Francesa) també va passar períodes sota control neerlandès, entre 1660 i 1664 i entre 1676 i 1677.
Després de les Guerres Napoleòniques, el 1814, gairebé la meitat de la Guaiana Neerlandesa (les colònies a l'oest del riu Courantyne, bàsicament Berbice, Demerara, Essequibo i Pomeroon) quedà sota domini anglès, un territori que passà a ser la Guaiana Britànica (predecessora de l'actual Guyana, estat independent).
Per la seva banda, la colònia de Surinam va estar sota domini neerlandès fins a la seva independència, el 1975, ja com a estat de Surinam. És per aquesta raó que, si bé el nom de Guaiana Neerlandesa inicialment es referia al conjunt de tots aquests territoris, a partir de 1814, va quedar limitat a la colònia de Surinam. Per tant, si bé l'ús de les denominacions de Surinam i Guaiana Neerlandesa —a partir de 1814— és indistint, abans d'aquesta data no ho és i pot generar confusió.